# Роршахов тест
Роршахов тест је један од најпознатијих тестова за дијагностику дубинских слојева личности. Конструисао га је швајцарски психијатар Херман Роршах. Спада у групу пројективних тестова где појам пројекције означава један континуиран и несвестан психолошки процес којим личност открива своје динамичке и структуралне особине. Овај тест се заснива на подсвесном размишљању пацијента на основу чега треба да се установи психичко и емотивно стање пацијента.

## Тест
За овај тест Роршах је користио мрље од туша које немају одређено значење. Материјал за овај тест чини десет картица са различитим мрљама које се добијају тако што се на картицу капне туш, а потом се папир (картица) пресавије дајући симетричне и недефинисане мрље. Од пацијента се тражи да протумачи цртеж и да дâ своје мишљење о томе шта би тај цртеж могао да представља односно на шта га асоцира. Основна теоријска претпоставка на којој се заснива Роршахов тест је уверење да се стандардним неструктурисаним дражима (мрљама) може изазвати реакција појединца у виду приче. Одговори (приче) испитаника се на основу њихових формалних и садржинских одлика класификују, анализирају и интерпретирају помоћу сложеног система категорија. Највише се цене начин опажања целине, делова, детаља, боја, тумачење форме, стил излагања итд.

## Роршахове картице
|  |  |  |  |  |

|  |  |  |  |  |